# خسوس گویسوئتا
خسوس گویسوئتا (اسپانیایی: Jesus Goyzueta‎؛ زادهٔ ۱۳ اوت ۱۹۴۷) بازیکن فوتبال اهل پرو بود.
از باشگاه‌هایی که در آن بازی کرده‌است می‌توان به باشگاه فوتبال اونیورسیتاریو ده دپورتس اشاره کرد.
وی همچنین در تیم ملی فوتبال پرو بازی کرده‌است.